# Atrax sutherlandi
Espèce
Atrax sutherlandi est une espèce d'araignées mygalomorphes de la famille des Atracidae.

## Distribution
Cette espèce est endémique d'Australie. Elle se rencontre dans le Sud-Est de la Nouvelle-Galles du Sud et dans l'Est du Victoria.

## Description
La carapace du mâle holotype mesure 7,56 mm de long sur 6,59 mm et l'abdomen 6,93 mm de long sur 5,76 mm et la carapace de la femelle paratype mesure 10,20 mm de long sur 8,16 mm et l'abdomen 10,88 mm de long sur 9,18 mm.

## Étymologie
Cette espèce est nommée en l'honneur de Struan Sutherland.

## Publication originale
- Gray, 2010 : A revision of the Australian funnel-web spiders (Hexathelidae: Atracinae). Records of the Australian Museum, vol. 62, p. 285-392 (texte intégral).